# OKH
Oberkommando des Heeres eller OKH var den tyske hærs overkommando fra 1936 til 1945. I teorien var Oberkommando der Wehrmacht (OKW) overordnet OKH; men i virkeligheden var situationen efter 1941 den, at OKW havde den direkte ledelse af operationerne på Vestfronten, Nordafrika og Italien, mens OKH varetog Østfronten.
Der var også en Oberkommando der Marine (OKM) og en Oberkommando der Luftwaffe (OKL) for henholdsvis flåden og luftvåbenet. Disse var i teorien underlagt OKW, men fungerede i virkeligheden ret uafhængigt.
Hærens ledere (Oberbefehlshaber des Heeres, eller OBdH) var i denne periode:
- fra 1935 til 1938, Generaloberst Werner von Fritsch;
- fra 1938 til 19. december 1941, Generalfeldmarschall Walther von Brauchitsch;
- fra 19. december 1941 til 30. april 1945, Fører og Rigskansler Adolf Hitler;
- og fra 30. april 1945 til 8. maj 1945, Generalfeldmarschall Ferdinand Schörner.

OKH var også kendt som Maybach 1 med henvisning til dens hovedkvarter i Zossen, og i tråd med tysk tradition planlagde OBdH ikke selv operationer. Denne opgave blev overladt til generalstaben, så den vigtigste person i hæren, (og i mindre grad i flåden og luftvåbnet) var lederen af generalstaben (Chef des Generalstabs des Heeres, eller Chef GenStdH). Det skal bemærkes at hæren altid havde været den ledende kraft i planlægningen af felttog, så der fandtes ikke nogen fælles planlægning for de forskellige værn. Placeringen af OKW, som per definition var overordnet OKH var ikke tænkt til at løse den opgave, og havde heller ikke ressourcerne til at gøre det.
I løbet af krigen blev OKH ansvarlig for stadig færre opgaver, mens Adolf Hitler, med assistance fra Oberkommando der Wehrmacht (OKW), overtog en stadig større rolle i ledelsen af operationerne. F.eks. blev invasionen af Danmark og Norge planlagt i sin helhed udenfor OKH, da den var værnsfælles. Under de Allieredes felttog i 1945 mod Berlin førtes der jævnligt fejder mellem OKH og OKW om de strategiske prioriteter. På baggrund af det faktum at Østfronten var OKH's ansvar udviste feltmarskal Wilhelm Keitel en farlig ligegyldighed overfor de tyske nederlag til de sovjetiske hære. General Heinz Guderian, der dengang var chef for OKH var mere end apatisk overfor Keitel for hans manglende støtte med hensyn til at overbevise Hitler om at forøge styrkerne, der skulle modstå de sovjetiske fremstød øst for Oder-floden.
De operative beføjelser som OKH havde, blev bevidst indskrænket efter attentatforsøget mod Hitler den 20. juli 1944, hvorefter han selv overtog en større rolle for den militære planlægning og udførelsen af operationerne. Selv om både OKW og OKH havde deres hovedkvarter i Zossen under det Tredje rige blev den funktionelle og operationelle uafhængighed i begge organisationer ikke tabt til deres stabe i løbet af deres levetid. Personale i det omfangsrige bygningskompleks ved Zossen bemærkede, at selv om OKW (kaldet Maybach 2) blev fuldstændigt ødelagt ville de ansatte i Maybach 1 knap nok bemærke det. De camouflerede bygningskomplekser var både adskilt fysisk med et hegn, men byggede også på forskellige tankesæt i forhold til deres opgaver. Den 28. april 1945, to dage før han begik selvmord, placerede Hitler OKH under OKW og gav OKW kommandoen over styrkerne på Østfronten.
Under Det tredje rige var cheferne for hærens generalstab:
- fra 1. oktober 1933 – 27. august 1938, General Ludwig Beck
- fra 1. september 1938 to 24. september 1942, Generaloberst Franz Halder;
- fra 24. september 1942 to 10. juni 1944, Generaloberst Kurt Zeitzler;
- fra 10. juni 1944 to 21. juli 1944, Generalleutnant Adolf Heusinger;
- fra 21. juli 1944 to 28. marts 1945, Generaloberst Heinz Guderian;
- og fra 1. april 1945 to 30 April 1945, General der Infanterie Hans Krebs.

Da Hitler overtog kommandoen over hæren den 19. december 1941 svækkedes betydningen af GenStdH, og Hitler fortsatte med at blive mere og mere ansvarlig for den operationelle planlægning.

## Stander den øverstkommanderende for den tyske hær
Designet for denne stander var ganske simpelt. Det indeholdt kun de grundlæggende tyske nationale farver, rød, hvid og et sort jernkors. Når det optrådte på et køretøj var det 30 cm kvadratiske flag indrammet i en metalramme og blev holdt på plads af plexiglas på begge sider. Da den øverstkommanderende for den tyske hær altid var en feltmarskal blev standeren for denne rang som regel vist i sammenhæng med standeren for den øverstkommanderende på det samme køretøj.
- Kommandostander ca. april 1936 - ca. februar 1938
- Kommandostander ca. februar 1938 - 12. december 1941

## Flag for lederen af den tyske hærs generalstab
Dette særlige flag blev først indført den 1. september 1944. På dette tidspunkt blev posten beklædt af generaloberst Heinz Guderian. På grund af et voldsomt skænderi med Hitler blev han sendt på orlov den 28. marts 1945, kun godt en måned inden krigen sluttede. Derfor blev dette flag tæt forbundet med Guderian. Flaget lignede på visse måder det, som blev brugt af den øverstkommanderende for hæren. Forskellen var de fire guldørne, der var blevet tilføjet i hjørnerne af flaget. Hertil kom, at der var hvide hagekors på jernkorset i centrum af flaget.